# (13238) Lambeaux
(13238) Lambeaux ist ein Asteroid des Hauptgürtels, der am 25. April 1998 vom belgischen Astronomen Eric Walter Elst am La-Silla-Observatorium (IAU-Code 809) der Europäischen Südsternwarte in Chile entdeckt wurde.
Der Asteroid wurde am 2. Juli 2015 nach dem belgischen Bildhauer Jef Lambeaux (1852–1908) benannt, zu dessen bekanntesten Werken der Brabobrunnen in Antwerpen zählt.